# Jean-José Clément
Pour les articles homonymes, voir Clément.
Jean-José Clément, né le 6 août 1932, est un homme politique français.

## Détail des fonctions et des mandats
Mandat parlementaire
- 11 juillet 1980 - 15 février 1982 : Député européen